# Antwerpen in de 16e eeuw

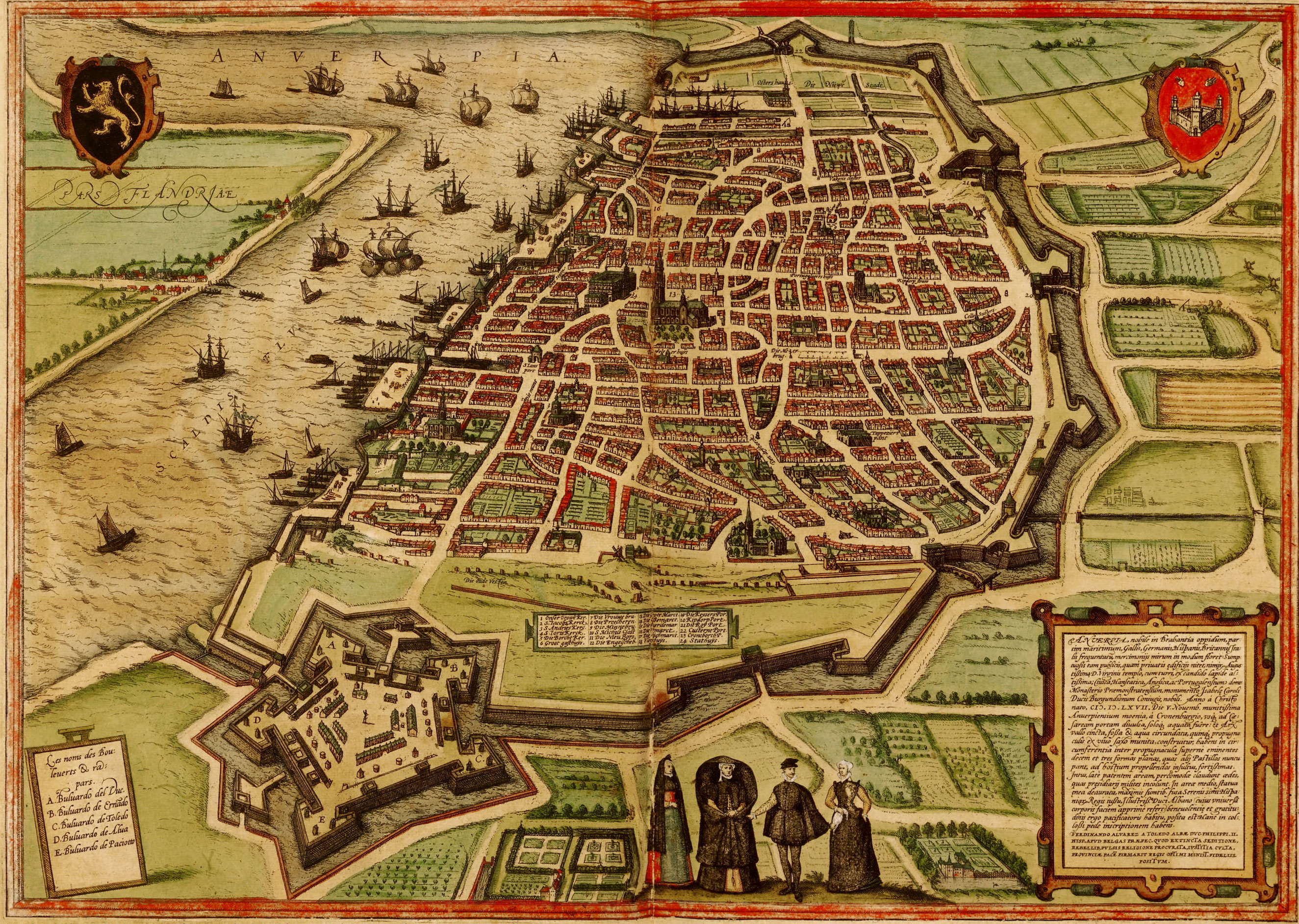
Antwerpen in 1572

Tijdens de eerste helft van de 16e eeuw werd Antwerpen, een stad in het hertogdom Brabant en deel van het Habsburgse rijk, beschouwd als een handelsstad van Europees belang.

## Antwerpen en zijn gouden tijd

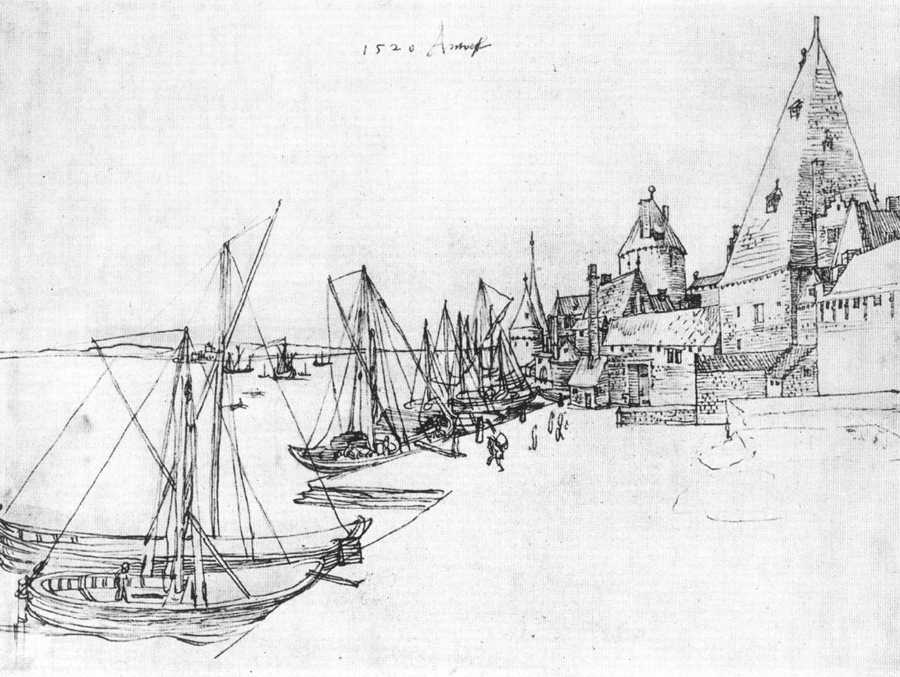
Antwerpen in 1520 (Albrecht Dürer)

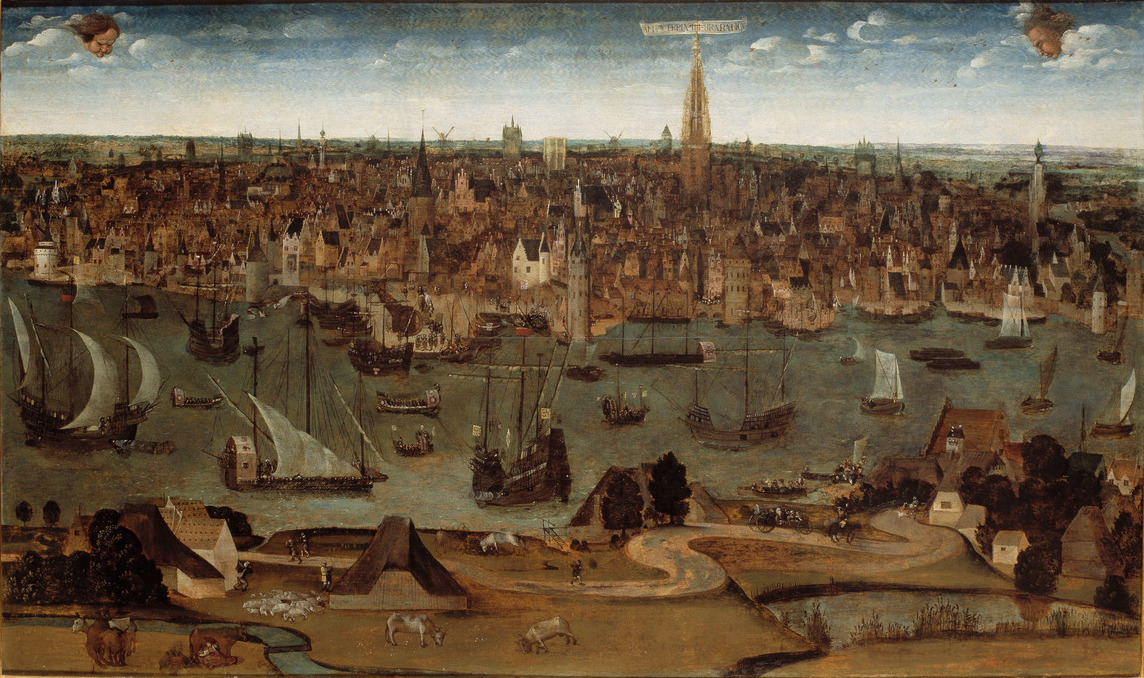
De haven van Antwerpen, circa 1540

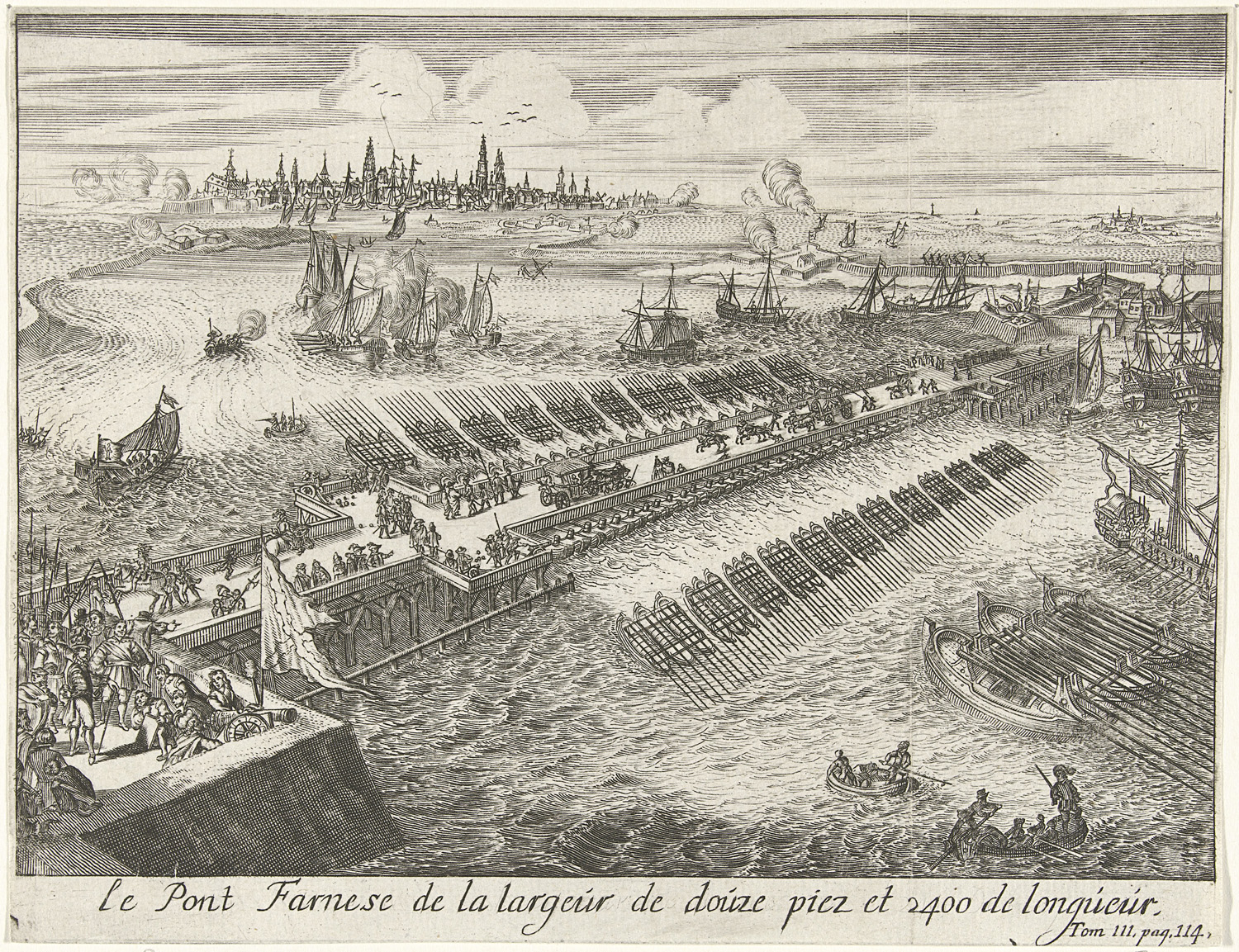
De brug van Alexander Farnese, 1585

Antwerpen was tot het einde van de 15e eeuw een haven langs de Schelde met een tweejaarlijkse handelsmarkt. De stad kende geen gezagsstructuur zoals de stadstaten Milaan en Florence, geen koninklijk hof, geen bisschop (de eerste, Franciscus Sonnius, verscheen in 1570) of nationale regering en geen leger. Ook schepen voor handel of oorlog waren niet voorhanden. Ze werden gehuurd in de Noordelijke Nederlanden. Antwerpen dankte zijn faam aan zichzelf en kenmerkte zich door pragmatische verdraagzaamheid. Men trad niet op tegen andersdenkenden, tegen ketterse opvattingen van handelaren, omdat dit enkel het belang van de Antwerpenaren zou schaden.
De ontwikkeling tot handelsstad begon volgens sommige historici toen rond 1500 een eerste Portugees schip met specerijen in Antwerpen aanmeerde. Terwijl Venetië handel dreef met partners rond de Middellandse Zee en de handelsroutes die via de Rode Zee hierop uitkwamen, dreef Antwerpen al handel met India via de route om Kaap de Goede Hoop en met Amerika via Lissabon en Sevilla.
Antwerpen nam de leidersrol in dit deel van de wereld van Brugge over. Brugge had dit mee te wijten aan de reactie van Maximiliaan van Oostenrijk nadat de Bruggelingen hem hadden gevangen gezet en zijn medewerkers terechtgesteld. Hij verbood hen nog een jaarmarkt te houden en het Zwin werd tien jaar afgesloten. Portugezen verhuisden naar Antwerpen. Hun feitoria of factorij werd naar Antwerpen verplaatst, samen met de slaapgelegenheid en stockageruimtes. Engelsen vonden er afzet voor hun wol en laken en kochten er wapenuitrustingen en juwelen. 

### Antwerpen en zijn bewoners
Mensen die de stad in de 16e eeuw kleur gaven waren onder meer Pieter Gillis, de stadsgriffier van Antwerpen, die een nauw contact had met Erasmus en Thomas More. Beiden verbleven af en toe in de stad. Erasmus verwittigde Gillis per brief dat twee van de geleerdste mannen van Engeland naar Antwerpen kwamen. Dat waren, naast More, ook Cuthbert Tunstall, een diplomaat. More onderhandelde in 1515 gunstige voorwaarden voor de Company of Merchant Adventurers of London, die in 1410 van Brugge naar Antwerpen waren verkast. Tunstall van zijn kant onderhandelde in 1525 met keizer Karel na de slag bij Pavia wat leidde tot de Damesvrede van Kamerijk in 1529. 
Christoffel Plantijn vestigde zich in 1549 in Antwerpen. Hij bezat de grootste drukkerij ter wereld. Zijn belangrijkste werk is de Biblia Regia (Koningsbijbel), die hij uitgaf tussen 1568 en 1572. Deze achtdelige, meertalige uitgave van de Bijbel kwam tot stand met steun van koning Filips II van Spanje. 
Pieter Bruegel de Oude schilderde hoogstwaarschijnlijk zijn Kleine Toren van Babel in Antwerpen. Het hing een tijdlang aan de muur van de Antwerpse koopman Nicolaes Jonghelinck vooraleer het in het Museum Boijmans Van Beuningen terecht kwam. Nicolaes bezat zestien Bruegels. 
Abrahem Ortelius, geboren in Antwerpen in 1527, was na Gerard Mercator de grootste geograaf van zijn tijd en de uitvinder van de moderne atlas. Hij zette in Antwerpen een handel op in boeken en antiquiteiten. Hij bracht in 1570 zijn Theatrum Orbis Terrarum uit, de eerste wereldatlas. 
Johannes Goropius Becanus, een arts en humanistisch filosoof, vestigde zich in Antwerpen en werd bekend door zijn boek Origines Antwerpianae (De oorsprong van Antwerpen).

### Antwerpen en zijn drukpersen
In deze periode vond men ten minste zestig drukpersen in de stad. Ze zorgden gedurende jaren voor het grootste deel van de boeken voor Engelsen. Het waren grammatica's voor de scholen, psalters, gezangboeken, missalen met muziek in rood en blauw gedrukt, kalenders, een reisgids over de 'nieuwe landen' van koning Emanuel van Portugal, almanakken en andere. Ondanks de grote hoeveelheden die werden verkocht, lag de kwaliteit boven die van de boeken van de Engelse persen. De boeken van Antwerpen waren in de marges aan boven- en onderkant versierd met een fraaie sierrand, gedrukt met een apart houtblok. Om de concurrentie tegen te gaan verbood Engeland de invoer van boeken uit Antwerpen. Dat werd omzeild door op de titelpagina een regel te vermelden die beweerde dat het boek in Engeland was gedrukt.

### Maarten van Rossum en Antwerpen
In 1542 lagen de Habsburgers verwikkeld in een oorlog met de Valois van Frankrijk. Alhoewel het conflict vooral op Italiaanse bodem werd uitgevochten, stuurde de Franse koning zijn vazal Maarten van Rossum van Gelre op Antwerpen af. De Deense koning Christiaan dreigde troepen af te zetten in Holland. 

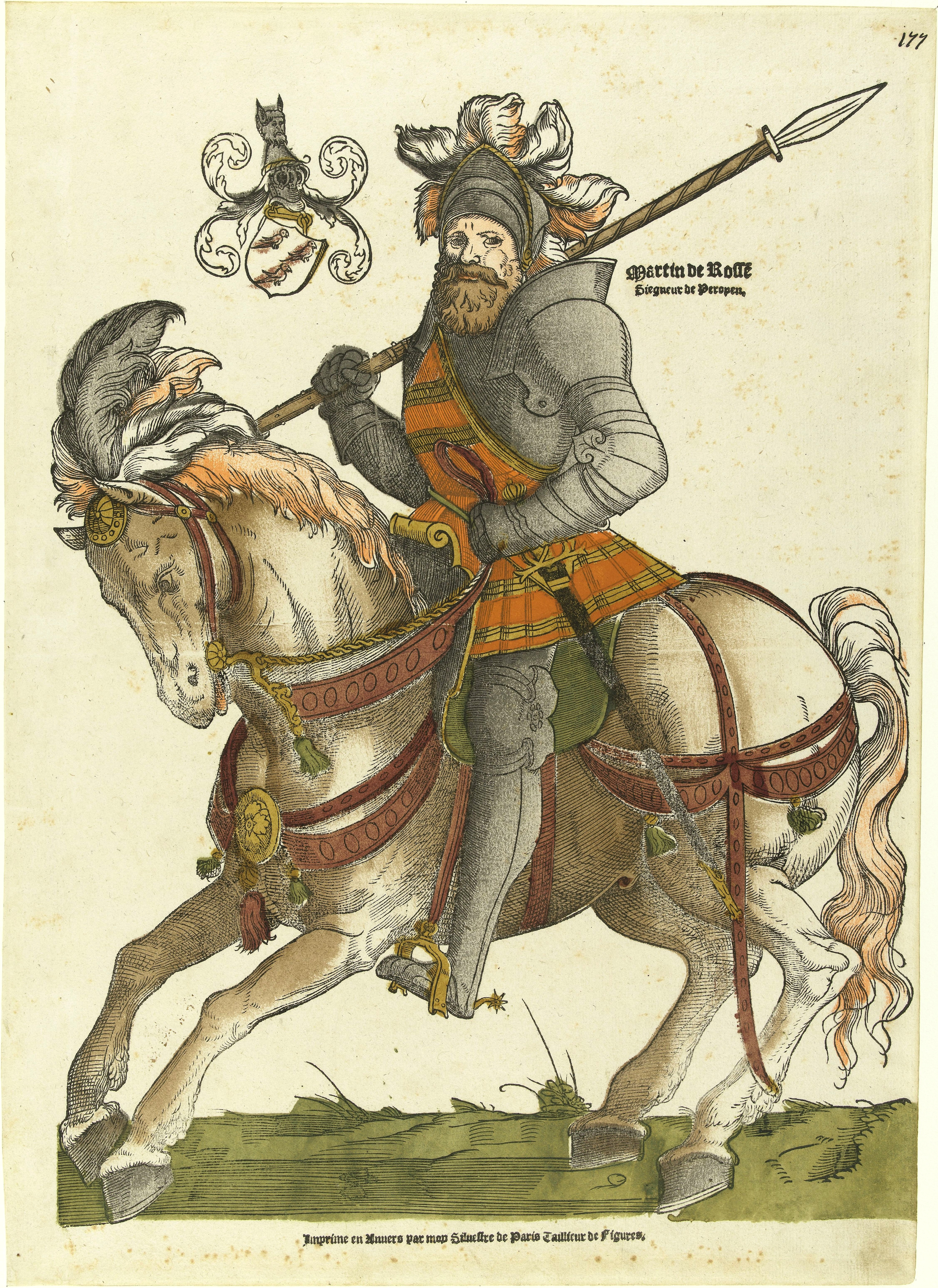
Maarten van Rossum

Boeren op de vlucht voor van Rossum en inwoners van 's-Hertogenbosch die getuige waren geweest van het verwoesten van hun eigen stad, brachten de stad in paniek. Maria van Hongarije, landvoogdes, liet haar broer Karel weten dat ze niet voorbereid was op geweld. Antwerpen moest zich alleen zien te redden. Klokken mochten niet meer luiden en de straten werden 's nachts verlicht. De stad onder water zetten werd overwogen en het afbreken van de huizen buiten de stadsmuren waarin de vijand zich kon verschansen. Inwoners uit het land van Gelre ontvluchtten de stad, bang als ze waren dat ze de schuld zouden krijgen van de inval. 
De middeleeuwse verdedigingswerken van de stad waren zwak, vooral de muren tussen de Rode poort en de Kipdorppoort. Breda werd om hulp gevraagd maar Van Rossum liet hun troepen op 24 juli in een hinderlaag lopen. Een aantal aanzienlijke huizen , gebouwd langs de stadsmuur, een klooster en het begijnhof werden door brand verwoest. Van Rossum eiste de overgave van de stad maar verbaasde zich dat ook de buitenlandse kooplieden Antwerpen mee verdedigden. Hij maakte de eindbalans op en besloot dat ze niet konden overleven op een land dat ze hadden verwoest en besloot tot de aftocht. Drie weken later ging de Mariaprocessie weer door.  Men herbouwde de muren met als gevolg dat de stad nog meer edellieden, handelaren en heren van stand aantrok. Het platbranden van de huizen en tuinen buiten de stadsmuur vergemakkelijkte de beslissing om te verbieden dat men binnen 3500 voet van de stadsmuur mocht bouwen.

### Antwerpen handelsstad
Samen met de verhandelde goederen gingen de verhalen rond de stad mee met het Engels laken dat in Hongarije en de Levant werd verkocht. Koper en zilver uit Duitsland vond zijn weg naar Benin en Forçados in Afrika om geruild te worden tegen goud en slaven. Schepen uit Calcutta en Golkonda losten in die havens hun lading peper, diamanten en specerijen.
Girolamo Cardano, die in Pavia woonde, schreef dat Antwerpen de beroemdste handelsstad van Europa was met een ongelooflijk aantal mannen en kooplieden uit Engeland, Spanje, Frankrijk, Duitsland en Italië'. Matteo Bandello, bisschop van Agen, schreef 'dat Antwerpen de markt voor alle christenen in Europa en daarbuiten is'. Georg Wickram, een dichter en novelist uit Colmar liet in een van zijn romans optekenen dat men naar Antwerpen moet 'waar je scholen kunt vinden die onderricht geven in elke taal'. Verder raadde hij aan om naar Brabant te reizen om daar 'een nobel en kundig man te worden'.

### Onze-Lieve-Vrouwekerk
In 1533 brak er op een avond brand uit in de Onze-Lieve-Vrouwekerk die toen nog geen kathedraal was. Deze kerk, die in die tijd de beroemdste toren van Europa had, ging in vlammen op. Ze was versierd met goud en marmer en was voor de Antwerpse bevolking de plaats waar de arbeidsmarkt was en de gilden naar de kerk gingen. Cornelis Grapheus, stadssecretaris, was ooggetuige en schreef: 'Een gruwelijk omhoog kolken van rook dat de nacht er nog duisterder op maakte, dat het licht van de volle maan tegenhield'.Regels zoals die uit 1503 waarbij men riet als dakbedekking verbood, had weinig succes. Ook het voorschrift uit 1513 dat een harde dakbedekking verplichtte had weinig resultaat. Een groot probleem was het ontvlambare pek waarmee men de daken van bijgebouwen die over het water hingen bedekte. De regels waren trouwens in tegenspraak met het principe dat in 1546,1570 en 1582 werd vastgelegd dat iedereen mocht bouwen zoals hij wilde. Het waren de calvinisten die vanaf 1582 kloosters doorbraken om straten aan te leggen en oog hadden voor schoonheid, rust en veiligheid. Toch telde de stad tot op het einde van de 19e eeuw tientallen huizen met goed onderhouden houten gevels.

### Stadhuis van Antwerpen
Ondanks de welvaart was het stadhuis in de eerste helft van de 16e eeuw een bescheiden gebouw dat in 1549 moest vervangen worden door een nieuw houten stadhuis om Filips II, toen nog kroonprins, met waardigheid te kunnen ontvangen. Het nieuwe, nog bestaande gebouw kwam pas in 1564 klaar. De Meir was een open ruimte met markten waarvan de winkels overdekt waren met houten luifels. Er waren gevels die versierd waren met schilderingen van bloemen en mensen en soms tierlantijnen.

### Haven van Antwerpen
Een belangrijke troef voor de stad was de haven. Omdat de stad een stuk landinwaarts lag, aan de oever van de diepe Schelde, had ze veilige ankerplaatsen. Als het hoogtij het water van de rivier richting Antwerpen stuwde, konden galeien en karvelen gemakkelijk de Schelde opvaren. Hun lading kon via zijrivieren van de Rijn richting Noord-Italië of verder worden vervoerd. Via de Noordzee kon men handel drijven met de Baltische staten. Zilver en andere metalen uit Zuid-Duitsland die Antwerpen ook via waterwegen bereikten, waren de pasmunt voor de verhandelde waar. Het was een beter alternatief dan Hessische karren en hun hessenwegen, die te maken hadden met kuilen en gaten, struikrovers en natte seizoenen.

## Einde van de machtige handelsstad
De beeldenstorm van 1566, de inname van de citadel van Antwerpen door de calvinisten in 1577, of de afsluiting van de Schelde in 1585 nadat de Spanjaarden de stad hadden heroverd, kunnen worden beschouwd als het einde van haar rol op internationaal niveau in de 16e eeuw. De Habsburgers en vooral keizer Karel en zijn zoon Filips II konden het niet lijden dat Antwerpen tolerant was voor ketterse opvattingen. Eerst installeerde men de Inquisitie, en als reactie hierop installeerden de Antwerpenaren de Antwerpse Republiek. Spanje greep in; met name Alexander Farnese maakte komaf met hen. Het stadsbeeld geraakte doordrongen van een cultuur die gebaseerd was op religieuze homogeniteit, conform de regels van hun machthebbers.  